# Rue Maurice-Terrien

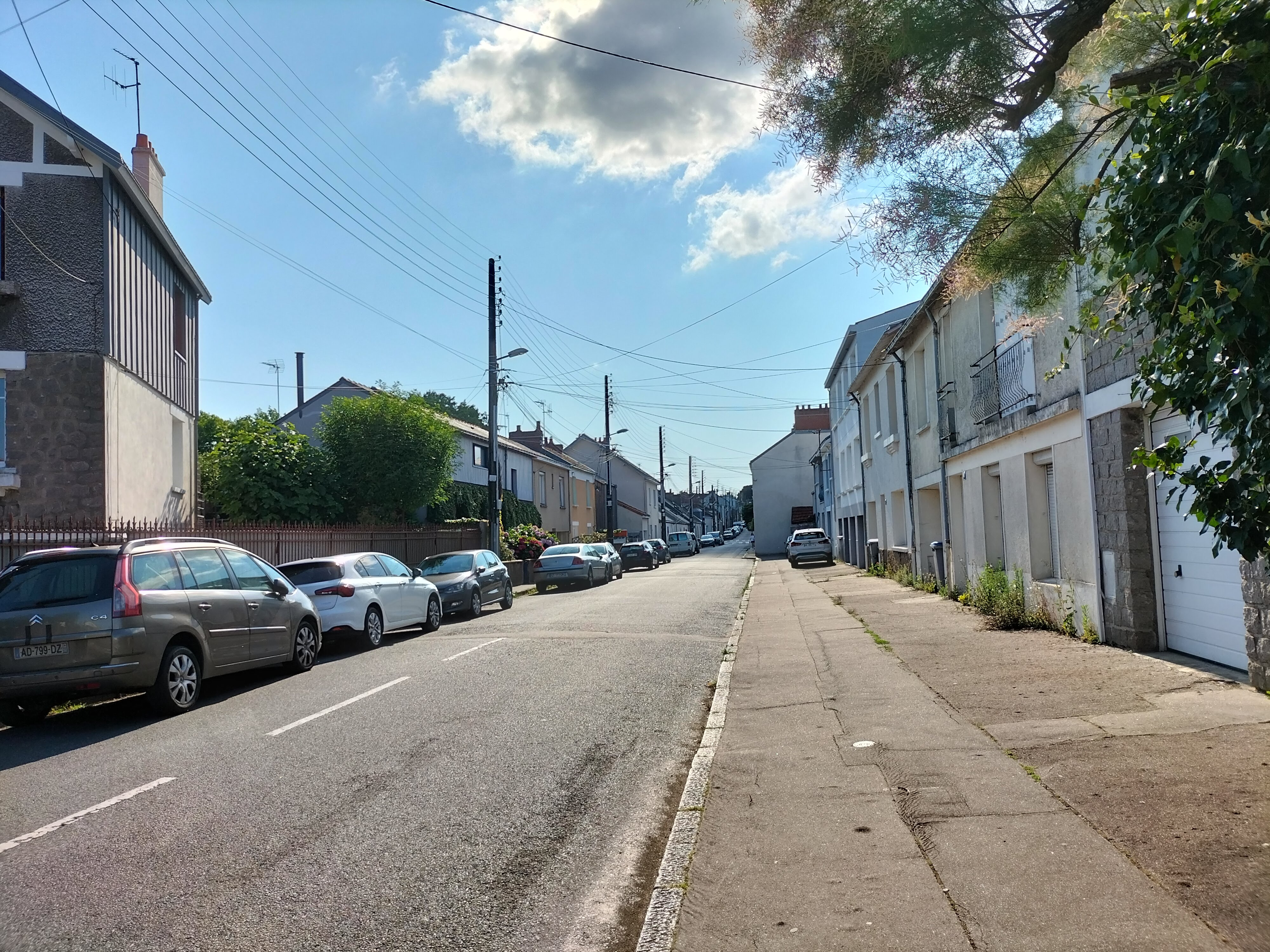
Rue Maurice-Terrien.

La rue Maurice-Terrien est une rue de Nantes.

## Situation et accès
Située dans le quartier Bellevue - Chantenay - Sainte-Anne, longue d'environ 430 mètres, cette artère bitumée, ouverte à la circulation, part du boulevard de la Liberté pour aboutir à la rue des Pavillons. Au numéro 40 se trouve une des deux entrées du Square Jean-Le-Gigant, espace vert de quartier, équipé d'une pataugeoire d'un espace de jeux et d'un boulodrome.

## Origine du nom
On ignore à quelle personne cette artère rend hommage. Cependant, Stéphane Pajot note qu'un certain nombre de personnalités portent ce nom parmi lesquelles un capitaine de vaisseau actif à Paimbœuf avant 1800.

## Historique
La rue n'apparaît sur aucun plan de Nantes avant 1900, sa section à l'ouest de la rue Sylvain-Royé est dessinée sur un plan de 1902 (sans aucun odonyme inscrit), tandis sa section en est matérialisée sur un plan de 1914.
Par délibération du conseil municipal du 29 mai 1967, l'avenue Maurice-Terrien est classée dans la voirie communale, après avoir obtenu l'accord de toutes les associations syndicales de propriétaires et après enquête publique.